# Bredsättra församling
Bredsättra församling var en församling i Ölands norra kontrakt, Växjö stift och Borgholms kommun.  År 2006 uppgick församlingen i Köpingsviks församling.
Församlingskyrka var Bredsättra kyrka.

## Administrativ historik
Församlingen har medeltida ursprung.
Församlingen utgjorde under medeltiden ett eget pastorat för att därefter fram till 1962 vara annexförsamling i pastoratet Gärdslösa och Bredsättra. Från 1962 ingick församlingen som annexförsamling i pastoratet Köping, Egby, Löt, Alböke, Föra och Bredsättra. År 2006 uppgick församlingen i Köpingsviks församling.
Församlingskod var 088506.

## Klockare, kantor och organister
| Ämbetstid | Namn                    | Levnadstid | Övrigt                              |
| --------- | ----------------------- | ---------- | ----------------------------------- |
| 1727-1737 | Sven Torlin             |            | Klockare                            |
| 1744-1785 | Per Andersson           |            | Klockare                            |
| 1786-1819 | Nils Nilsson            | 1760-1819  | Klockare                            |
| 1820-1825 | Lars Peter Häk          | 1791-      | Klockare                            |
| 1827-1868 | Daniel Lindström        | 1793-1870  | Kantor, klockare och folkskollärare |
| 1868-1872 | Peter Magnus Tollander  | 1828-      | Kantor och skollärare               |
| 1873-1875 | Nikolaus Johan Carlberg | 1842-1875  | Skollärare och organist             |
| 1876-1877 | Johan August Thorsson   | 1851-      | Skollärare och organist             |
| 1876-1883 | Gustaf Amandus Ohlsson  | 1842-      | Skollärare, organist och klockare   |